# Le Genevois
Le Genevois est un journal suisse fondé en 1875 par Georges Favon et paraissant à Genève. Il est, depuis 1920, l'organe officiel du Parti radical-démocratique genevois.

## Histoire
Le rythme de sa parution a varié. Quotidien de 1875 à la fin de la Première guerre mondiale, puis à nouveau entre 1925 et 1927, Le Genevois est un hebdomadaire depuis 1959.
Il a brièvement été nommé Le Progrès entre 1919 et 1920. En 2011, il a pris le nom de Nouveau genevois après sa fusion avec le Nouveau libéral, le journal du Parti libéral genevois.